# UFC Fight Night: Lewis vs. Daukaus
UFC Fight Night: Lewis vs. Daukaus（ユーエフシー・ファイトナイト：ルイス・バーサス・ドーカス、別名UFC Fight Night 199、UFC on ESPN+ 57）は、アメリカ合衆国の総合格闘技団体「UFC」の大会の一つ。2021年12月18日、ネバダ州ラスベガスのUFC APEXで開催された。

## 大会概要
本大会はデリック・ルイスとクリス・ドーカスのヘビー級戦が組まれた。

## 試合結果

### プレリミナリーカード
第1試合 ライト級 5分3R
○  ジョーダン・レビット vs.  マット・セイルズ ×
2R 2:05 横三角絞め
第2試合 ヘビー級 5分3R
○  ドンテイル・メイエス vs.  ジョシュ・パリジアン ×
3R 3:26 TKO（グラウンドの肘打ち連打）
第3試合 148.5ポンド契約 5分3R
○  ラケル・ペニントン vs.  メイシー・チアソン ×
2R 3:07 ギロチンチョーク
※チアソンの体重超過によりフェザー級から変更。
第4試合 フェザー級 5分3R
○  シャルル・ジョーデイン vs.  アンドレ・イーウェル ×
3R終了 判定3-0（30-26、30-27、29-27）
第5試合 127.5ポンド契約 5分3R
○  メリッサ・ガト vs.  シジャラ・ユーバンクス ×
3R 0:45 TKO（ボディへの右前蹴り→パウンド）
※ユーバンクスの体重超過によりフライ級から変更。
第6試合 267ポンド契約 5分3R
○  ジャスティン・タファ vs.  ハリー・ハンサッカー ×
1R 1:53 KO（左ハイキック）
※タファの体重超過によりヘビー級から変更。
第7試合 ミドル級 5分3R
○  ジェラルド・マーシャート vs.  ダスティン・シュトルツフス ×
3R 2:58 リアネイキドチョーク

### メインカード
第8試合 フェザー級 5分3R
○  カブ・スワンソン vs.  ダレン・エルキンス ×
1R 2:12 TKO（右スピニングバックキック）
第9試合 ライト級 5分3R
○  マテウス・ガムロット vs.  ディエゴ・フェレイラ ×
2R 3:26 TKO（ボディへの膝蹴り）
第10試合 バンタム級 5分3R
○  リッキー・シモン vs.  ハファエル・アスンソン ×
2R 2:14 KO（右フック→パウンド）
第11試合 女子ストロー級 5分3R
○  アマンダ・レモス vs.  アンジェラ・ヒル ×
3R終了 判定2-1（28-29、30-27、29-28）
第12試合 ウェルター級 5分3R
○  ベラル・ムハマッド vs.  スティーブン・トンプソン ×
3R終了 判定3-0（30-25、30-26、30-26）
第13試合 ヘビー級 5分5R
○  デリック・ルイス vs.  クリス・ドーカス ×
1R 3:36 KO（右フック）

### 各賞
ファイト・オブ・ザ・ナイト：アマンダ・レモス vs. アンジェラ・ヒル
パフォーマンス・オブ・ザ・ナイト：カブ・スワンソン、メリッサ・ガト
各選手にはボーナスとして5万ドルが授与された。

### カード変更
負傷などによるカードの変更は以下の通り。